# Queen + Paul Rodgers Tour
«Queen + Paul Rodgers Tour» (також відомий як «Return of the Champions Tour») — світовий концертний тур «Queen», за участю гітариста Браяна Мея і барабанщика Роджера Тейлора, до якого приєднався співак Пол Роджерс, цей проєкт об'єднання отримав назву «Queen + Пол Роджерс». Тур був першим з часів «The Magic Tour» у 1986 році і смерті вокаліста Фредді Мерк'юрі в листопаді 1991 року. Барабанщик гурту Роджер Тейлор прокоментував: «Ми ніколи не думали, що ми знову поїдемо в тур, Пол (Роджерс) зустрівся нам випадково і ми побачили, що між нами є взаєморозуміння. Пол просто великий співак, він не намагається бути Фредді». Басист Джон Дікон також не брав участі у турі, через вихід на пенсію у 1997 році, проте він дав цій справі своє благословення.

## Історія
Витоки співпраці починають свій відлік із концерту «Fender Strat Pack» у 2004 році, де виступав Браян Мей. Вперше він приєднався до Пола Роджерса під час виконання легендарної композиції гурту «Free» «All Right Now». Після цього Браян заговорив про взаєморозуміння між ними двома. Слідом за цим Браян запропонував Полу грати з «Queen» на церемонії включення гурту до Британського музичного залу слави. Згодом, перебуваючи у душевному піднесенні, усі троє оголосили, що вони проведуть спільний тур у 2005 році. Спочатку планувався тур лише по Європі та участь у концерті «46664», однак наприкінці європейського туру, були заплановані концерти у США та Японії. Таким чином у 2006 році було проведено повномасштабний тур по США, проте із дуже низькою глядацькою відвідуваністю.

## Шоу
Проєкт сцени для туру був якнайпростішим, зокрема були відсутні великий задній екран, що у майбутньому використовувався у «Rock the Cosmos Tour», та складні театральні помости. Велика додаткова сцена вела від основної у напрямку до глядачів, та часто використовувалася для акустичних виступів усіх членів гурту. Шоу розпочиналося із пісні Eminem «Lose Yourself», що відтворювалася на гучномовцях, та танцювального реміксу пісні «Queen» «It's A Beautiful Day». Під кінець «Lose Yourself» через велику задню завісу, що ховала гурт від погляду глядачів, ставало чутно гру гітари, а згодом з'являвся Пол Роджерс, співаючи скорочений варіант «Reachin' Out». Багато шанувальників гурту вважали цю пісню новою, хоча насправді це була пісня, яку Браян і Пол грали разом у 1990-х на благодійних виступах. Пізніше з'являвся Браян, виконуючи вступний риф (остинато) «Tie Your Mother Down», потім завіса падала, а гурт продовжував виконувати цю пісню до кінця.
Перша частина концерту складалася переважно із хітів «Queen» та деяких пісень Роджерса. Як вступ до «Fat Bottomed Girls», Браян грав вступний риф із ранньої композиції «Queen» «White Man». Роджерс часто використовував техніку «глушіння долонею» при виконанні «Crazy Little Thing Called Love». В акустичній частині концерту, Тейлор залишає ударну установку, щоб заспівати «Say It's Not True» («Скажи, це неправда») на додатковій сцені, а Браян там же грав акустичні пісні «Queen», такі як «Love of My Life» та «'39». На концерті у Гайд-парку, пісня Джона Леннона «Imagine» була додана до списку виконання, та була виконана після «Love of My Life», як відповідь на вибухи в Лондоні 7 липня 2005 року. Також виконувалася унікальна версія «Hammer To Fall», яка мала більш повільний і глибокий перший куплет, який співали Мей і Роджерс. Другу половину пісні співав, як увесь гурт, так і Роджерс самостійно. Іноді Роджерс, залежно від кондицій свого голосу, лишав виконання цієї пісні Тейлорові. Тейлор часто грав дуже складний кавер Сенді Нелсона на ударних «Let There Be Drums», а потім виконував головну вокальну партію в «I'm In Love With My Car», граючи при цьому на ударній установці.
А після зазвичай йшло гітарне соло Мея, гурт грав інструментальну п'єсу «Last Horizon» («Останній горизонт»), використовувалася велика куля з дзеркалами. У другій половині концерту, Тейлор залишав свої інструменти й співав «These Are The Days Of Our Lives», а на екрані показували ностальгічні кадри, зокрема кадри з раннього турне гурту в Японію. Далі йшла пісня «Radio GaGa», в якій Тейлор співав перший і другий куплет, а партію ударника відтворювали під управлінням Едні зі студійної версії. До кінця пісню співав Роджерс, а Тейлор грав наживо на барабанах. Під час «Bohemian Rhapsody» використовували вокал та гру на фортепіано Фредді, й показували запис виступу «Queen» 1986 року на стадіоні «Вемблі», тоді як решта гурту грали наживо. Після оперної частини Роджерс співав частину важкого металу, а завершальні рядки виконували як перекличку дуетом між Роджерсом та Мерк'юрі. Пісню завершував поклін Мерк'юрі перед публікою, і гурт йшов зі сцени. На біс грали здебільшого жорстку вервечку з «The Show Must Go On», «All Right Now», «We Will Rock You» та «We Are The Champions», й гурт покидав сцену остаточно, а Тейлор жбурляв свої палички глядачам.

## Сет-лист
Цей сет-лист є репрезентативним для виступу 28 квітня 2005 року в Гамбурзі. Він не представляє всі концерти протягом всього туру.
| 1. «Tie Your Mother Down» 2. «I Want to Break Free» 3. «Fat Bottomed Girls» 4. «Wishing Well» 5. «Crazy Little Thing Called Love» 6. «Say It's Not True» 7. «'39» 8. «Love of My Life» 9. «Hammer to Fall» 10. «Feel Like Makin' Love» 11. «Let There Be Drums» 12. «I'm in Love with My Car» 13. «Guitar Solo» | 1. «Last Horizon» 2. «These Are the Days of Our Lives» 3. «Radio Ga Ga» 4. «Can't Get Enough» 5. «A Kind of Magic» 6. «I Want It All» 7. «Bohemian Rhapsody» 8. «The Show Must Go On» Виступ на біс 1. «All Right Now» 2. «We Will Rock You» 3. «We Are the Champions» |

## Дати туру
| Дата                        | Місто           | Країна            | Місце                                          | Підтримка                    | Відвідуваність           | Касовий збір |
| Європа                      | Європа          | Європа            | Європа                                         | Європа                       | Європа                   | Європа       |
| --------------------------- | --------------- | ----------------- | ---------------------------------------------- | ---------------------------- | ------------------------ | ------------ |
| 28 березня 2005             | Лондон          | Англія            | Brixton Academy                                | —                            | 4,921 / 4,921            | —            |
| 30 березня 2005             | Париж           | Франція           | Le Zénith                                      | —                            | 4,068 / 6,450            | —            |
| 1 квітня 2005               | Мадрид          | Іспанія           | Palacio de Deportes de la Comunidad de Madrid  | —                            | 11,753 / 15,500          | —            |
| 2 квітня 2005               | Барселона       | Іспанія           | Palau Sant Jordi                               | —                            | 13,032 / 18,000          | —            |
| 4 квітня 2005               | Рим             | Італія            | PalaLottomatica                                | —                            | 7,922 / 10,325           | —            |
| 5 квітня 2005               | Мілан           | Італія            | Mediolanum Forum                               | —                            | 8,457 / 10,580           | —            |
| 7 квітня 2005               | Флоренція       | Італія            | Nelson Mandela Forum                           | —                            | 4,075 / 6,950            | —            |
| 8 квітня 2005               | Песаро          | Італія            | BPA Palas                                      | —                            | 8,561 / 13,000           | —            |
| 10 квітня 2005              | Базель          | Швейцарія         | St. Jakobshalle                                | —                            | 4,998 / 8,340            | —            |
| 13 квітня 2005              | Відень          | Австрія           | Wiener Stadthalle                              | —                            | 9,211 / 15,212           | —            |
| 14 квітня 2005              | Мюнхен          | Німеччина         | Olympiahalle                                   | —                            | 12,671 / 14,250          | —            |
| 16 квітня 2005              | Прага           | Чехія             | O2 Arena                                       | —                            | 12,863 / 18,000          | —            |
| 17 квітня 2005              | Лейпціг         | Німеччина         | Leipzig Arena                                  | —                            | 9,366 / 10,250           | —            |
| 19 квітня 2005              | Франкфурт       | Німеччина         | Festhalle Frankfurt                            | —                            | 8,892 / 13,500           | —            |
| 20 квітня 2005              | Антверпен       | Бельгія           | Sportpaleis                                    | —                            | 17,776 / 23,359          | —            |
| 23 квітня 2005              | Будапешт        | Угорщина          | Будапештська спортивна арена імені Ласло Паппа | —                            | 6,917 / 12,500           | —            |
| 25 квітня 2005              | Дортмунд        | Німеччина         | Westfalenhallen                                | —                            | 12,343 / 14,635          | —            |
| 26 квітня 2005              | Роттердам       | Нідерланди        | Ahoy Rotterdam                                 | —                            | —                        | —            |
| 28 квітня 2005              | Гамбург         | Німеччина         | Color Line Arena                               | —                            | —                        | —            |
| 30 квітня 2005              | Стокгольм       | Швеція            | Stockholm Globe Arena                          | —                            | —                        | —            |
| 3 травня 2005               | Ньюкасл         | Англія            | Metro Radio Arena                              | —                            | —                        | —            |
| 4 травня 2005               | Манчестер       | Англія            | Manchester Evening News Arena                  | —                            | —                        | —            |
| 6 травня 2005               | Бірмінгем       | Англія            | National Exhibition Centre                     | —                            | —                        | —            |
| 7 травня 2005               | Кардіфф         | Уельс             | Cardiff International Arena                    | —                            | —                        | —            |
| 9 травня 2005               | Шеффілд         | Англія            | Hallam FM Arena                                | —                            | —                        | —            |
| 11 травня 2005              | Лондон          | Англія            | Wembley Arena                                  | —                            | —                        | —            |
| 13 травня 2005              | Белфаст         | Північна Ірландія | Odyssey Arena                                  | —                            | —                        | —            |
| 14 травня 2005              | Дублін          | Ірландія          | Point Theatre                                  | —                            | —                        | —            |
| 2 липня 2005                | Лісабон         | Португалія        | Estádio do Restelo                             | Hands on Approach Fingertips | —                        | —            |
| 6 липня 2005                | Кельн           | Німеччина         | RheinEnergieStadion                            | —                            | —                        | —            |
| 10 липня 2005               | Арнгем          | Нідерланди        | GelreDome                                      | Krezip                       | —                        | —            |
| 15 липня 2005               | Лондон          | Англія            | Гайд-Парк                                      | Razorlight Пітер Кей         | —                        | —            |
| Центральна/Північна Америка |                 |                   |                                                |                              |                          |              |
| 8 жовтня 2005               | Ораньєстад      | Аруба             | Aruba Entertainment Center                     | —                            | —                        | —            |
| 16 жовтня 2005              | East Rutherford | США               | Meadowlands Arena                              | —                            | —                        | —            |
| 22 жовтня 2005              | Лос-Анджелес    | США               | Hollywood Bowl                                 | —                            | 16,305 / 16,305          | $1,127,840   |
| Азія                        |                 |                   |                                                |                              |                          |              |
| 26 жовтня 2005              | Сайтама         | Японія            | Saitama Super Arena                            | —                            | —                        | —            |
| 27 жовтня 2005              | Сайтама         | Японія            | Saitama Super Arena                            | —                            | —                        | —            |
| 29 жовтня 2005              | Йокагама        | Японія            | Yokohama Arena                                 | —                            | —                        | —            |
| 30 жовтня 2005              | Йокагама        | Японія            | Yokohama Arena                                 | —                            | —                        | —            |
| 1 листопада 2005            | Нагоя           | Японія            | Nagoya Dome                                    | —                            | —                        | —            |
| 3 листопада 2005            | Фукуока         | Японія            | Fukuoka Yahuoku! Dome                          | —                            | —                        | —            |
| Північна Америка            |                 |                   |                                                |                              |                          |              |
| 3 березня 2006              | Маямі           | США               | AmericanAirlines Arena                         | —                            | 5,897 / 6,000            | $573,453     |
| 4 березня 2006              | Джексонвілл     | США               | Jacksonville Veterans Memorial Arena           | —                            | 3,769 / 5,000            | $321,135     |
| 7 березня 2006              | Дулут           | США               | The Arena at Gwinnett Center                   | —                            | 5,909 / 9,258            | $437,087     |
| 8 березня 2006              | Вашингтон       | США               | Capital One Arena                              | —                            | 9,475 / 12,571           | $844,090     |
| 10 березня 2006             | Ворчестер       | США               | DCU Center                                     | —                            | —                        | —            |
| 12 березня 2006             | Юніондейл       | США               | Nassau Veterans Memorial Coliseum              | —                            | 7,697 / 11,000           | $609,915     |
| 14 березня 2006             | Філадельфія     | США               | The Spectrum                                   | —                            | —                        | —            |
| 16 березня 2006             | Торонто         | Канада            | Scotiabank Arena                               | —                            | 11,279 / 11,279          | $1,066,519   |
| 17 березня 2006             | Баффало         | США               | KeyBank Center                                 | —                            | —                        | —            |
| 20 березня 2006             | Піттсбург       | США               | Mellon Arena                                   | —                            | —                        | —            |
| 21 березня 2006             | Клівленд        | США               | Quicken Loans Arena                            | —                            | 6,218 / 9,096            | $421,942     |
| 23 березня 2006             | Розмонд         | США               | Allstate Arena                                 | —                            | 7,441 / 9,500            | $756,870     |
| 24 березня 2006             | Оберн-Хіллз     | США               | The Palace of Auburn Hills                     | —                            | 10,296 / 10,296          | $707,235     |
| 26 березня 2006             | Сент-Пол        | США               | Xcel Energy Center                             | —                            | —                        | —            |
| 27 березня 2006             | Мілвокі         | США               | Bradley Center                                 | —                            | 6,282 / 9,000            | $484,394     |
| 31 березня 2006             | Глендейл        | США               | Gila River Arena                               | —                            | —                        | —            |
| 1 квітня 2006               | Сан-Дієго       | США               | Cox Arena at Aztec Bowl                        | —                            | 6,030 / 7,586            | $508,060     |
| 3 квітня 2006               | Анагейм         | США               | Honda Center                                   | —                            | 9,085 / 14,373           | $666,735     |
| 5 квітня 2006               | Сан-Хосе        | США               | SAP Center                                     | —                            | —                        | —            |
| 7 квітня 2006               | Лас-Вегас       | США               | MGM Grand Garden Arena                         | —                            | 6,359 / 7,800            | $626,355     |
| 10 квітня 2006              | Сіетл           | США               | KeyArena                                       | —                            | 4,592 / 12,500           | $463,195     |
| 11 квітня 2006              | Портленд        | США               | Moda Center                                    | —                            | 4,234 / 12,600           | $395,380     |
| 13 квітня 2006              | Ванкувер        | Канада            | Pacific Coliseum                               | —                            | —                        | —            |
| Загалом                     | Загалом         | Загалом           | Загалом                                        | Загалом                      | 278,694 / 379,936 (73 %) | $10,010,205  |

### Скасовано
| 11 червня 2005 | Тромсе | Varden Amfi | Скасовано |

## Учасники туру
- Браян Мей — соло-гітара, бек-вокал
- Роджер Тейлор — ударні, перкусія, бек-вокал
- Пол Роджерс — головний вокал, гітара, піаніно
- Фредді Мерк'юрі — записаний головний вокал

Додаткові музиканти:
- Спайк Едні — клавішні, бек-вокал
- Денні Міранда — бас-гітара, акустична гітара, бек-вокал
- Джеймі Мозез — ритм-гітара, бек-вокал